# 래리 애들러

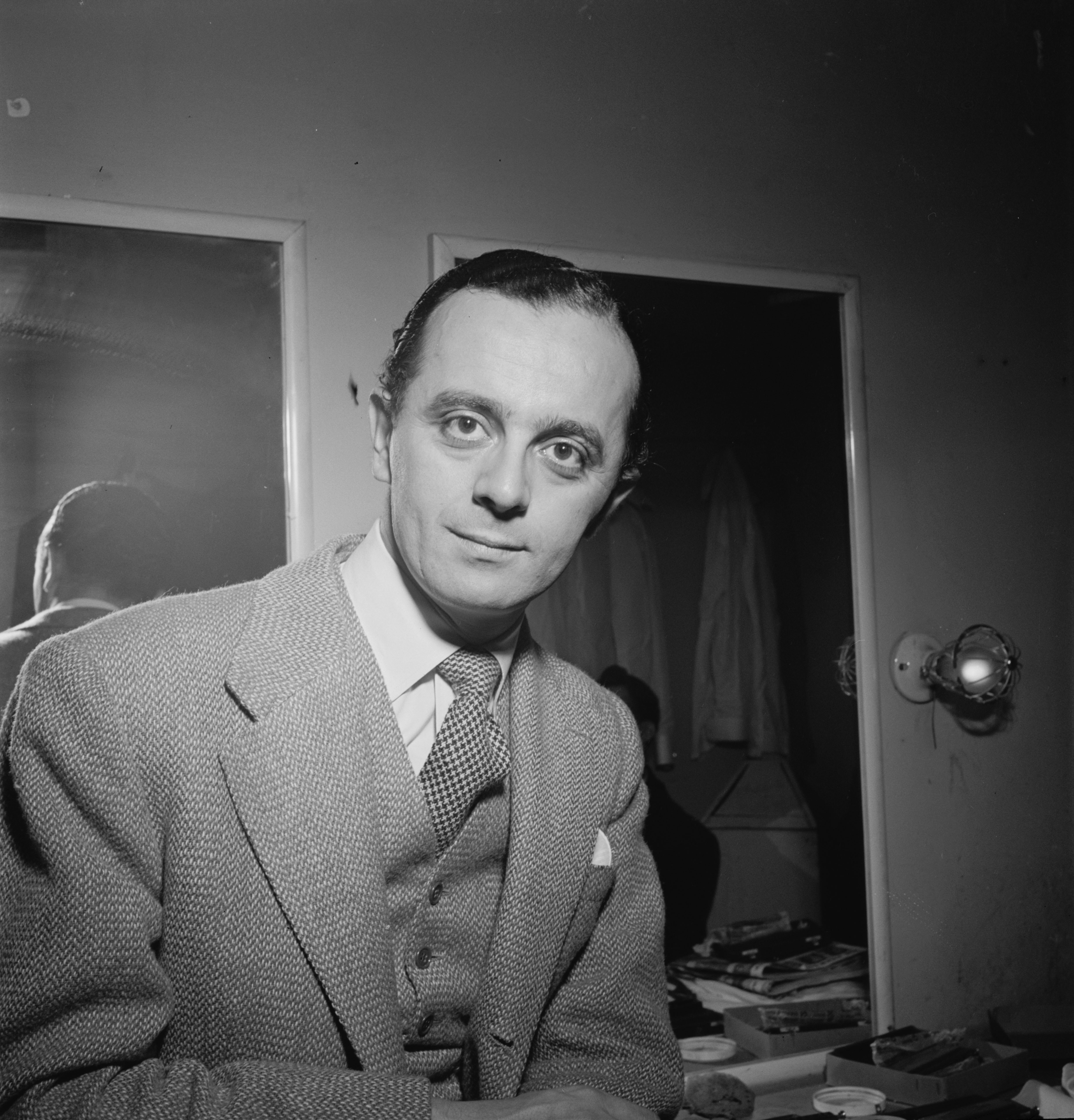
1947년 1월 사진

래리 애들러(Lawrence Cecil Adler, Larry Adler, 1914년 2월 10일 ~ 2001년 8월 6일)는 세계적으로 저명한 미국의 하모니카 주자이다. 메릴랜드주 태생으로 피포디 음악원에서 피아노를 배웠으나 1927년에 출생지인 볼티모어의 하모니카 콩쿠르에서 우승하였다. 클럽이나 극장 등에서 크게 성공하였다. 높은 예술성을 지녔으며 레퍼토리는 파퓰러에 이르기까지 광범하다. 영화에서는 <백만인의 음악> 등에 출연한 바 있다.